# Линкеман, Себастьян
Себа́стьян Ли́нкеман (нем. Sebastian Linkemann) — немецкий кёрлингист.
В составе мужской сборной Германии участник чемпионата мира 1999. Участник трёх чемпионатов мира среди юниоров.

## Достижения
- Чемпионат мира по кёрлингу среди юниоров: серебро (1995), бронза (1996).

## Команды
| Сезон   | Четвёртый       | Третий           | Второй            | Первый             | Тренер                                 | Турниры            |
| ------- | --------------- | ---------------- | ----------------- | ------------------ | -------------------------------------- | ------------------ |
| 1994—95 | Даниэль Херберг | Себастьян Шток   | Stephan Wiedemann | Патрик Хоффман     | Себастьян Линкеман                     | ЧМЮ 1995           |
| 1995—96 | Себастьян Шток  | Патрик Хоффман   | Stephan Wiedemann | Себастьян Линкеман | Sebastian Jacoby                       | ЧМЮ 1996           |
| 1996—97 | Себастьян Шток  | Sebastian Jacoby | Stephan Wiedemann | Себастьян Линкеман | Кристофер Барч                         | ЧМЮ 1997 (6 место) |
| 1998—99 | Анди Капп       | Ули Капп         | Оливер Аксник     | Хольгер Хёне       | Себастьян Линкеман тренер: Кит Вендорф | ЧМ 1999 (7 место)  |

(скипы выделены полужирным шрифтом)